# Geomys
Geomys é um gênero de roedores da família Geomyidae.

## Espécies
- Geomys attwateri Merriam, 1895
- Geomys arenarius Merriam, 1895
- Geomys breviceps Baird, 1855
- Geomys bursarius (Shaw, 1800)
- Geomys knoxjonesi Baker & Genoways, 1975
- Geomys personatus True, 1889
- Geomys pinetis Rafinesque, 1817
- Geomys texensis Merriam, 1895
- Geomys tropicalis Goldman, 1915